# Laguna 69
Laguna 69 je jezero, které se nachází nedaleko města Huaraz v peruánském regionu Áncash. Leží v Národním parku Huascarán. V období tání je jezero napájeno vodopádem z hory Chacraraju. Předtím, než byl v roce 1975 založen národní park, nemělo jezero jméno. Kvůli nutnosti pojmenovat veškerá jezera na jeho území mu byl přidělen číselný název. Jde o významnou turistickou oblast se snadným přístupem.